# Super Mario 3D All-Stars
Super Mario 3D All-Stars – kompilacja trójwymiarowych gier platformowych z 2020 roku na konsolę Nintendo Switch. Upamiętnia ona 35. rocznicę serii Super Mario stworzoną przez Nintendo, z portami Super Mario 64 (z 1996), Super Mario Sunshine (z 2002) i Super Mario Galaxy (z 2007).
Kompilacja ukazała się 18 września 2020 roku. Otrzymała pozytywne recenzje – chwalono ulepszenia techniczne i sposób sterowania. Krytyce poddano warstwę graficzną, brak dodatkowej zawartości, ograniczone czasowo wydanie i brak w pakiecie Super Mario Galaxy 2.

## Odbiór gry
Według serwisu agregującego recenzje Metacritic, Super Mario 3D All-Stars otrzymało „ogólnie pozytywne recenzje”. Krytycy ogólnie zgodzili się, że same gry pozostały przyjemne, ale byli podzieleni co do prezentacji, która spotkała się z krytyką za jej uproszczony charakter i brak dodatkowych funkcji, ograniczoną czasowo premierę i brak Super Mario Galaxy 2 (2010).

### Sprzedaż
Do 7 września zamówienia w przedsprzedaży na Super Mario 3D All-Stars sprawiły, że stała się ona drugą najlepiej sprzedającą się grą roku 2020 na Amazon w Stanach Zjednoczonych, zaraz po Animal Crossing: New Horizons. Gra była odsprzedawana poprzez zamówienia w przedsprzedaży na witrynach internetowych, takich jak eBay, sięgające nawet 1000zł. Base.com, sprzedawca online w Wielkiej Brytanii, został zmuszony do anulowania wszystkich zamówień przedpremierowych swoich klientów, ponieważ przydzielenie fizycznych gier nie wystarczyło do realizacji zamówień przedpremierowych. Dodali, że Nintendo i ich dystrybutorzy w Wielkiej Brytanii „nie byli w stanie dać… żadnego zapewnienia”, że więcej kopii zostanie im udostępnionych w okresie wyprzedaży.
W pierwszym tygodniu od premiery Super Mario 3D All-Stars było najlepiej sprzedającą się grą w Wielkiej Brytanii i była trzecią co do wielkości premierą gry w 2020 roku i piątą najszybciej sprzedającą się grą Switch w kraju. W Japonii gra sprzedała się w ponad 210 tys. fizycznych kopii w ciągu pierwszych trzech dni od premiery. W Stanach Zjednoczonych Super Mario 3D All-Stars była drugą najlepiej sprzedającą się grą września za Marvel's Avengers i 10 najlepiej sprzedającą się grą roku 2020. Kolekcja była także najlepiej sprzedającą się grą we wrześniu w Europie, na Bliskim Wschodzie, w Afryce i Azji. Do dnia 30 września 2020, Super Mario 3D All-Stars sprzedało się w ponad 5 milionów egzemplarzy na całym świecie.